# سیبرد ایرلاینز

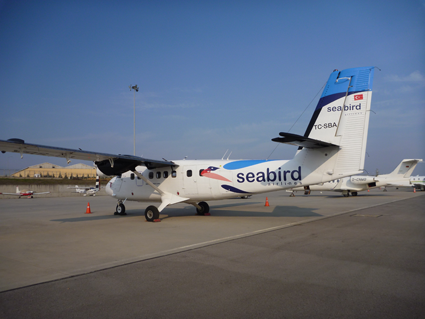
هواپیمای TC-SBA که در فرودگاه صبیحا گوکچن استانبول پارک شده است

سیبرد ایرلاینز (به انگلیسی: Seabird Airlines) یک شرکت هواپیمایی است که در تاریخ ۱۱ فوریه ۲۰۱۰ میلادی تأسیس شده است.
دفتر مرکزی سیبرد ایرلاینز در استانبول واقع شده‌است و به ۱۰ مقصد، پرواز مستقیم انجام می‌دهد.